# Xanthorhoe formosicola
Xanthorhoe formosicola là một loài bướm đêm trong họ Geometridae.